# Gabriela Sandoval
Gabriela Sandoval (Buenos Aires, 26 de septiembre de 1980) es una productora, gestora cultural y directora argentina-chilena.

## Carrera
En 2004, junto a Carlos Núñez, funda el Santiago Festival Internacional de Cine (SANFIC) certamen cinematográfico chileno celebrado anualmente en la ciudad de Santiago de Chile donde actualmente cumple el cargo de Directora Ejecutiva del espacio de Industria.
La mayoría de su filmografía la ha realizado junto al productor Carlos Núñez en Storyboard Media; su primer trabajo fue Iglú de Diego Ruiz en 2013 estrenada en el 31º Festival Internacional Outfest. Le siguió La mujer de barro que se estrenó mundialmente en el Festival de cine de Berlín.
En 2016 funda AMOR Festival internacional de Cine LGBT+, certamen cinematográfico chileno con temática lésbica, gay, bisexual o transexual celebrado anualmente en las ciudades de Santiago de Chile y Valparaíso. 
En 2017 estrena El pacto de Adriana de Lisette Orozco en el Festival Internacional de cine de Berlín que es premiado como Premio "Peace Film Award". En 2018 estrena Santiago,Italia de Nanni Moretti en el Festival de Cine de Torino, película que recibe el premio a mejor documental en los Premios David di Donatello.
En 2020 estrena la película Pacto de fuga de David Albala, película que llevó 230.000 espectadores a las salas y fue una de las candidatas para representar a Chile en los Premios Óscar en la categoría de Mejor película de habla no inglesa.
En 2021 funda su propia productora CineMatriz con la cual esta produciendo el primer largometraje de Patricia Correa "Otra Piel" el cual se estrenará en el transcurso del 2023.

### Filmografía
| Año  | Título                                    | Cargo                | Director/a                         |
| ---- | ----------------------------------------- | -------------------- | ---------------------------------- |
| 2013 | El crítico                                | Coproductora         | Hernán Guerschuny                  |
| 2013 | Iglú                                      | Productora Ejecutiva | Diego Ruiz                         |
| 2015 | La mujer de barro                         | Productora Ejecutiva | Sergio Castro San Martín           |
| 2017 | El pacto de Adriana                       | Productora Ejecutiva | Lisette Orozco                     |
| 2018 | Santiago, Italia                          | Productora Ejecutiva | Nanni Moretti                      |
| 2019 | El Guru                                   | Productora Ejecutiva | Rory Barrientos                    |
| 2020 | Pacto de fuga                             | Productora Ejecutiva | David Albala                       |
| 2020 | El Negro                                  | Productora Ejecutiva | Sergio Castro San Martín           |
| 2020 | El cielo está rojo                        | Productora Ejecutiva | Francina Carbonell                 |
| 2023 | El porvenir de la mirada                  | Productora Ejecutiva | Cristian Leighton                  |
| 2023 | Otra Piel                                 | Productora Ejecutiva | Patricia Correa                    |
| 2023 | Quizás es cierto lo que dicen de nosotras | Productora Ejecutiva | Camilo Becerra, Sofía Paloma Gómez |

### Premios y nominaciones
En 2016 fue elegida una de las “100 Mujeres Líderes” de Chile, reconocimiento organizado por Mujeres Empresarias y Economía y Negocios del diario El Mercurio.
En agosto de 2018 fue elegida como Personalidad Destacada de la Cultura Argentina en el Exterior, distinción que otorga la República Argentina a 10 ciudadanos de todo el mundo.